# حصار غوزدانسكة
كان حصار غوزدانسكة حصارًا عثمانيًا لقلعة غوزدانسكة في في مملكة كرواتيا من 1577 حتى 1578 في سبعينيات القرن الخامس عشر، كثف العثمانيون جهودهم للاستيلاء على وادي نهر أونا.